# Вишневский, Валентин Павлович
Валенти́н Па́влович Вишне́вский (укр. Валентин Павлович Вишневський; род. 8 июня 1958, Сумы, УССР, СССР) — украинский учёный-экономист, академик НАН Украины (2012), доктор экономических наук (1999), профессор (2005). Сфера научных интересов: экономическая теория, моделирование экономических систем, фискальная, монетарная и промышленная политика.

## Биография
Родился в 1958 году в городе Сумы. В 1975 году окончил среднюю школу № 3 в городе Сумы. В 1980 году окончил с отличием Харьковский инженерно-экономический институт (ныне Харьковский национальный экономический университет), квалификация — инженер-экономист. В том же 1980 году по распределению поступил на работу в Институт экономики промышленности АН УССР (сейчас Институт экономики промышленности НАН Украины). В 1980-1982 годах — действительная служба в рядах Советской армии, по окончании которой вернулся на работу в Институт экономики промышленности.
В 1984 году поступил в очную аспирантуру Института экономики промышленности АН УССР. В 1987 году защитил кандидатскую диссертацию на тему «Экономические методы использования резервов ускорения технического перевооружения производства (на примере металлургических предприятий УССР)», а в 1998 г. — докторскую диссертацию на тему «Методологические основы усовершенствования налогообложения предприятий».
С 1997 года руководитель ряда научно-исследовательских работ и научных проектов НАН Украины. В числе наиболее важных — научно-технический проект по созданию «Интеллектуальной автоматизированной системы сопровождения бюджетного процесса» (2007—2013 годы), которая представляет собой уникальный комплекс имитационных системно-динамических математических моделей, баз данных и информационных технологий, позволяющих количественно оценивать последствия принимаемых решений в сфере налогово-бюджетной политики для экономики отдельных областей и государства в целом.
В 2004 году назначен заведующим отделом финансово-экономических проблем использования производственного потенциала Института экономики промышленности НАН Украины. В 2005 году — профессор по специальности «Финансы, денежное обращение и кредит». В 2006 году назначен руководителем отделения проблем стратегии развития и финансово-экономического регулирования промышленности Института экономики промышленности НАН Украины.
В 2006 году избран членом-корреспондентом НАН Украины по специальности «Финансы, денежное обращение и кредит». В 2012 году избран академиком НАН Украины по специальности «Финансы».

## Творческий путь и научные интересы
В. П. Вишневский научный руководитель ряда научно-исследовательских работ и научных проектов по проблемам налогово-бюджетной и промышленной политики, которые выполнялись в Институте экономики промышленности НАН Украины.
По результатам научных исследований В. П. Вишневским разработаны: концепция промышленной политики Украины; концепция налогообложения предприятий, благоприятного для отечественного товаропроизводителя; научно-методические рекомендации по совершенствованию состава, структуры и механизма исчисления налогов, уплачиваемых предприятиями.
Под его руководством и при непосредственном участии вместе со специалистами по математике, программированию и информационным технологиям был разработан и реализован на ПЭВМ комплекс экономико-математических моделей по оценке и прогнозированию:
- влияния отдельных налогов (на прибыль, НДС, обязательных отчислений на социальное страхование) и их комплекса на деятельность промышленных предприятий (1998);
- влияния налоговых режимов, применяемых различными налоговыми юрисдикциями, на направления международной миграции капитала и прямые иностранные инвестиции (2002);
- влияния НДС на национальное производство, потребление, сбережения и доходы бюджета через призму функционирования трёх взаимосвязанных секторов — домохозяйств, производственного и общественного (2004);
- влияния налогов, уплачиваемых коммерческими банками, как финансовыми посредниками между конечными инвесторами и предприятиями, на развитие реального сектора экономики (2005);
- последствий решений органов власти в налогово-бюджетной сфере на экономику отдельных областей и Украины в целом (2007—2013);
- уровня «тенизации» экономики на региональном уровне (на примере Донецкой области) (2014);
- влияния процессов цифровизации на развитие национальной экономики (2018);
- технологических разрывов между Украиной и развитыми страны ЕС с использованием концепции S-образных технологических кривых (2019).

Как специалист по вопросам финансов и налогообложения В. П. Вишневский участвовал в деятельности Комиссии Верховной Рады Украины по вопросам экономической реформы и управления народным хозяйством; рабочей группы Кабинета Министров Украины для изучения влияния налоговой системы на хозяйственную деятельность предприятий и организаций и подготовки проектов по либерализации налогового законодательства; рабочей группы по вопросам развития системы налогов как основы укрепления государственных финансов и подъёма национальной экономики; специальной комиссии по проверке соблюдения законодательства по вопросам администрирования и возмещения налога на добавленную стоимость; регионального комитета по внедрению проектов и программ ГНА в Донецкой области и др.
Результаты научных исследований В. П. Вишневского были использованы: в законотворческой деятельности (при разработке Законов Украины «О системе налогообложения», «О налогообложении прибыли предприятий», «О налоге на добавленную стоимость», «О местных налогах и сборах» и др.); при разработке Концепции государственной промышленной политики Украины, Концепции организационно-экономического механизма стабилизации промышленного производства, Программы научно-технического развития Донецкой области до 2020 г.; а также в практической деятельности промышленных предприятий.
В. П. Вишневский является главным редактором журнала «Экономика промышленности», членом редколлегии журналов «Наука и инновации» (Scopus, WoS), «Экономика Украины», «Journal of Tax Reform» (WoS).
Член специализированных учёных советов в Институте экономики промышленности НАН Украины и Институте экономики и прогнозирования НАН Украины по защите диссертаций на соискание ученой степени доктора экономических наук (2020). Был членом специализированного учёного совета в Институте экономико-правовых исследований НАН Украины, а также членом экспертного совета МОН Украины по вопросам проведения экспертизы диссертационных работ по специальности «Деньги, финансы и кредит». Подготовил 16 кандидатов и 6 докторов наук.

## Награды и премии
- 1991 — медаль НАН Украины с премией для молодых учёных (цикл работ «Теоретические основы и методическое обеспечение формирования эффективного механизма разпределения прибыли»)[1]
- 2019 — лауреат премии имени М. И. Туган-Барановского за выдающиеся научные работы в области экономики (цикл работ «Перспективы, направления и механизмы развития смарт-промышленности в Украине»)[1]

## Публикации
По результатам научной работы учёным опубликовано более 100 научных работ, в том числе 4 личные монографии и ряд научных монографий в соавторстве, статьи в известных украинских, российских и англоязычных журналах («Економіка України», «Вопросы экономики», «Мировая экономика и международные отношения», «Terra Economicus», «Journal of Tax Reform», «Environment, Development and Sustainability» и др.).

### Избранные статьи
- Vishnevsky V. P., Chekina V. D. Robot vs. tax inspector or how the fourth industrial revolution will change the tax system: a review of problems and solutions. Journal of Tax Reform, 2018, vol. 4, no. 1, pp. 6-26. (англ.) http://dx.doi.org/10.15826/jtr.2018.4.1.042
- Vishnevsky, V., Aleksandrov, I. & Polovyan, A. Scenarios of the old industrial regions’ development: selecting the methodology. Environ Dev Sustain 13, 65-78 (2011). (англ.) https://doi.org/10.1007/s10668-010-9248-6
- Вишневский В., Дементьев В. «Инновации, институты и эволюция». «Вопросы экономики», 2010; (9):41-62. (рус.) https://doi.org/10.32609/0042-8736-2010-9-41-62
- Вишневский В., Веткин А. «Уклонение от уплаты налогов и рациональный выбор налогоплательщика». «Вопросы экономики», 2004; (2):96-108. (рус.) https://doi.org/10.32609/0042-8736-2004-2-96-108

### Избранные монографии
- Цифровізація економіки України: трансформаційний потенціал: монографія / В. П. Вишневський, О. М. Гаркушенко, С.І. Князєв, Д. В. Липницький, В. Д. Чекіна;. за ред. В. П. Вишневського та С.І. Князєва; НАН України, Інститут економіки промисловості. — Киев: «Академперіодика», 2020. — 188 c. ISBN 978-966-360-398-8. (укр.) https://doi.org/10.15407/akademperiodyka.398.188
- «Монетарная власть в современном мире. Кто бросит вызов доллару?» : монография / Вишневский В. П., Вишневская Е. Н., Матюшин А. В., Шелудько Н. М.; под ред. В. П. Вишневского и Н. М. Шелудько; ГУ «Институт экономики и прогнозирования НАН Украины». — Киев: «Академпериодика», 2017. — 200 c. ISBN 978-966-360-345-2 (рус.) https://doi.org/10.15407/akademperiodyka.345.200
- «Наднациональные модели налоговых систем: от Китая до Магриба (Китайско-Восточноазиатская, Индийско-Южноазиатская и Магрибско-Ближневосточная налоговые популяции)» : монография / В. П. Вишневский, Л. И. Гончаренко, А. В. Гурнак, Е. Н. Вишневская; под общ. ред. проф. В. П. Вишневского. — М.: Магистр: «ИНФРА-М», 2017. — 272 с. ISBN 978-5-9776-0453-6 (в пер.) (рус.)
- «Налогообложение: теории, проблемы, решения» / В. П. Вишневский, А. С. Веткин, Е. Н. Вишневская и др.; под общ. ред. В. П. Вишневского. — Донецк: ДонНТУ, ИЭП НАН Украины, 2006. — 504 с. ISBN 966-377-019-8. (рус.)